# Día del Ejército Popular de Liberación de China

Mujer de las tropas del Ejército Popular de Liberación en los años setenta.

El Día del Ejército Popular de Liberación de China es una festividad que se celebra en China el 1 de agosto de cada año para conmemorar la creación del Ejército Popular de Liberación, que se produjo el 1 de agosto de 1927.

## Historia

Bandera del Ejército Popular de Liberación, establecido el 1 de agosto de 1927, origen del Día del Ejército.

Las conmemoraciones del país de China y su cultura cada vez tienen mayor repercursión internacionalmente. Uno de los días más significativos del país e el Día del Ejército. Mientras se iniciaba la revolución democrática dirigida por Sun Yat-sen, el Partido Comunista Chino y el Partido Nacionalista Kuomintang disponían de una alianza mutua. En abril de 1927, Chiang Kai-shek (1887-1975), perteneciente al partido Nacionalista, forzó un golpe de Estado antirrevolucionario y realizó una masacre lasciva de comunistas. Es por este motivo que la alianza de rompió y la mutua ayuda dejó de existir.
Con el propósito de salvar la revolución, alrededor de 10 000 personas de una expedición del ejército del norte, influenciados por el Partido Comunista y encabezados por Zhou Enlai (1898-1976), He Long (1896-1969), Ye Ting (1896-1946), Zhu De (1886-1976) y Liu Bocheng (1892-1986) realizaron un levantamiento militar en Nanchang, en la provincia de Jiangxi, el 1 de agosto de ese mismo año, disparando en primer lugar a los dirigentes del Partido Nacionalista, lo que supuso el comienzo para que el Partido Comunista llevase a cabo la revuelta armada de manera individual.
Cada año, para celebrar la festividad del Ejército Popular de Liberación de China, los mandos y combatientes del EPL junto a la Policía Armada realizan diversas actividades conjuntamente.